# Луннокоготный кенгуру
Луннокоготный кенгуру, или полулунный кенгуру (лат. Onychogalea lunata) — вид вымерших сумчатых млекопитающих из семейства кенгуровых.

## Описание
Это относительно маленький кенгуру, весом до 3,5 кг. Окрас шерсти на верхней стороне серого цвета, плечи и боковые стороны немного красноватые, нижняя сторона белая. На плечах были белые полосы в форме полумесяца, а также незаметные белые полосы на бёдрах. На конце хвоста имелась маленькая, частично прикрытая шерстью шпора. Как у большинства кенгуру, задние ноги были значительно длиннее и сильнее, чем передние лапы.

## Распространение
Первоначально вид был широко распространён в глубине материка, также на юго-западном Западной Австралии. Его местообитанием были открытые леса и саванны, поросшие безжилковой акацией. 

## Образ жизни
Об образе жизни кенгуру известно мало. Это были ночные животные, которые скрывались в течение дня в чаще растений. Как и другие кенгуру они жили преимущественно поодиночке. Питались травой.

## Вымирание
Ещё до конца XIX столетия вид был относительно частый, затем наступило драматическое сокращение популяции. Основной причиной этого могло послужить преследование завезёнными хищниками, в частности, лисами, а также лесные пожары и конкуренция за питание с завезёнными домашними животными и кроликами. Последние животные были замечены в 1950-е годы.